# Great Room
De Great Room van de Royal Society for the encouragement of Arts, Manufactures & Commerce is een lezingsruimte in Londen. De muur is gebruikt voor het schilderwerk The Progress of Human Culture van de Ierse schilder James Barry. In het centrum van de plafond bevindt zich een grote glazen koepel. De zaal heeft een capaciteit van 200 zitplaatsen.
De eerste publieke voorstelling van foto's in Groot-Brittannië vond plaats in de Great Room in 1952 en 1953. Dit leidde tot de creatie van de Royal Photographic Society

## Schildering van James Barry
Het schilderij The Human Progress of Culture ook gekend onder de naam The Human Progress of Knowledge and Culture is een kunstwerk van de schilder James Barry dat de muren van de Great Room siert. Barry startte in 1777 en werkte het zeven jaar later af. Het beschilderen van de muren werd aan verschillende artiesten voorgesteld maar werd door elk van hen afgewezen. Het was James Barry die onder de voorwaarde dat hij zelf mocht kiezen wat hij schilderde de uiteindelijk de opdracht uitvoerde. Barry keerde tien jaar lang terug naar het schilderij en bracht er telkens kleine veranderingen aan.